# Pavillonchamps
Pavillonchamps est un hameau de la commune d'Aywaille dans la province de Liège en Région wallonne (Belgique). 
Avant la fusion des communes, Pavillonchamps faisait partie de la commune de Harzé.
Pavillonchamps est surtout connu pour son cimetière animalier créé en 1984.
Le sentier de grande randonnée GR 576 traverse le hameau.